# Tomás Fernández Ríos
Tomás Fernández Ríos, né le 27 février 1969, est un homme politique espagnol.

## Biographie
Diplômé en droit après des études à l'Université Complutense de Madrid, Tomás Fernández Ríos est pendant vingt-cinq ans cadre dans le secteur commercial.
Il est membre de 2003 à 2011 du Parti populaire.
Lors des élections générales anticipées du 10 novembre 2019, il est élu au Congrès des députés pour la XIVe législature.
Il est considéré comme le bras droit de Javier Ortega Smith. Il fait l'objet, selon le journal en ligne El Cierre Digital, de nombreuses critiques en interne pour ses pratiques jugées autoritaires et antidémocratiques.